# Српска православна црква Преображења у Шатринцима
Српска православна црква Преображења у Шатринцима, за коју су припреме за изградњу започеле 1822. године, када је протопрезвитер карловачки Јован Максимовић писмено затражио дозволу од митрополита да село Шатринци подигне нову од материјала старе цркве. Подигнута је 1857. године, данас је заштићено непокретно културно добро као споменик културе од великог значаја.

## Изглед
Храм посвећен Светом Преображењу је невелика богомоља једнобродне основе са тространом апсидом и звоником са једноставним архитектонским украсима који се свео на ниски сокл и профилисан кровни венац. Шатриновачка Црквена општина није имала могућности за израду новог иконостаса, па је он састављен од старијих делова који су настали током четири стилски и хронолошки различита периода. Најстарије су престоне иконе (Христ и св. Јован Претеча), и царске двери, по свој прилици, из прве половине 18. века. У наредној фази настала је икона Богородице са малим Христом, највероватније из средине 18. века. Трећој фази припадају минијатурне иконе са стубовима уз царске двери, престона икона св. Параскеве, Недремано око над царским дверима, фриз са медаљонима пророка, светитеља, и серафима и проширени Деизис, које се приписују Теодору Стефанову Гологлавцу. Најзад, у четвртој фази настало је Распеће са медаљонима Богородице и св. Јована, рад мало познатог Теодора Јаношевића из 1857. године.